# Soliperla fenderi
Soliperla fenderi är en bäcksländeart som först beskrevs av Jewett 1955.  Soliperla fenderi ingår i släktet Soliperla och familjen Peltoperlidae. Inga underarter finns listade i Catalogue of Life.